# Miguel Mirra
 Miguel Mirra (Lanús, Argentina, 1950) es un director de cine, guionista y docente, dedicado especialmente al cine documental y dentro de su temática ocupa un lugar importante el rescate de las luchas populares ocultas o silenciadas.

## Actividad profesional
Estudió Historia y Antropología en la Universidad de Buenos Aires y egresó como Realizador de Argumentales y Documentales del Instituto de Arte Cinematográfico de Avellaneda.
Después de haber dirigido varios cortos documentales entre 1982 y 1984, este último año hizo el mediometraje Sin confirmación y al año siguiente realizó su primer largometraje, La máscara de la conquista, un trabajo de ficción que narra las peripecias de una expedición española a América en el siglo XVI e incluye representaciones coreográficas basadas en ritos y mitos indígenas.
Daniel López en Catálogo del Nuevo Cine Argentino 1984-1986 escribió sobre la obra:

«Gran metáfora de la conquista de América en el siglo XVI, mostrándose sus dos caras: Ana Felisa, mujer y mito al mismo tiempo, sobrevive gracias a su espíritu no conquistador.»

En 1987 dirigió su primer documental de largometraje, Hombres de barro, un filme sobre la cultura de los collas que trata de un grupo de documentalistas viaja a un poblado de Jujuy, donde un lugareño les presta colaboración a cambio de su ayuda para localizar a su hijo en Buenos Aires.
Homero Alsina Thevenet en Página 12 escribió sobre la película:

«Un documental sobre la comunidad colla que no logra sobreponerse al discurso, en cambio logra imágenes de calidad.»

La Razón opinó:

«Bellas imágenes en una discursiva exposición.»

Manrupe y Portela escriben:

«Valioso como testimonio de la marginación aborigen, pierde fuerza con el agregado de una trama argumental.»

En 1998, realizó la segunda parte de Hombres de barro, un largometraje titulado Crónica de un extraño sobre el cual Juan José Minatel en Sin Cambios escribió:

«…bucea en la desesperanza del argentino medio de hoy enfrentado a la marginalidad y cada vez a más humildes destinos…cierto ejemplo de lo que puede llegar a ser el cine nacional, aun, con muy escasos recursos y muy poco apoyo.

Adolfo Martínez en La Nación opinó:

«Este film es una muestra de cómo la cinematografía nacional puede mirar abarcativamente la problemática de esas criaturas olvidadas que se debaten en territorios que siempre le son esquivos. Actores no profesionales se impusieron en el elenco por su frescura y su espontaneidad. La carencia de medios de producción son evidentes, pero queda la alegría de ver que, dentro de un "cine de la pobreza", existen aquí algunos realizadores del estilo de Miguel Mirra que, como el Quijote cervantino, se animan a luchar contra los molinos de viento. Un fiel ejemplo de esperanza y de humildad.»

Manrupe y Portela escriben:

«Con los mínimos recursos la cámara de Mirra explora un punto de vista que dos años después se convertiría en prácticamente el preferido del cine nacional: la exclusión, los sueños y los temores de una clase sin lucha. Un drama documental que podría llegar a completar una trilogía con los anteriores La máscara de la conquista (1986) y Hombres de barro (1988).»

. 
Miguel Mirra participó de distintos festivales internacionales, entre ellos, el Festival Panafricano de Cine de Ouguagadougou, junto a Adolfo Colombres, el Festival Internacional del Nuevo Cine Latinoamericano de La Habana, el Festival de Manheim, el Festival de Friburgo y el Festival de Cine Ambiental de Goiania, Brasil. 
Fue miembro del Jurado del Festival Voces contra el silencio, en México,  el Festival Internacional de Teherán, del Doc Barcelona y el Docusur, Canarias. 
Fue fundador y director del Festival Tres Continentes del Documental, en sus ediciones de Buenos Aires, Johannesburgo y Caracas. 
Dictó cursos, talleres y seminarios en Argentina, Uruguay, Paraguay, Chile, Bolivia, Colombia y Venezuela.
Autor de ensayos sobre el género, entre los cuales se encuentran “Los documentalistas y los nuevos movimientos sociales”, que integra el libro “Documental en movimiento” y “El reto de los Documentalistas” seleccionado y publicado por el Concurso Pensar a Contracorriente, La Habana, Cuba.
En 2009, ganó el concurso del guion de largometraje del Bicentenario, convocado por San Luis Cine, provincia de San Luis.
En julio de 2011 se realizó la muestra "Retrospectiva y presente de la obra documental de Miguel Mirra", en el Teatro Auditórium, de Mar del Plata.
En agosto de 2014 se realizó una "Retrospectiva de Miguel Mirra", en el Centro Cultural General San Martín, de la Ciudad de Buenos Aires. 
Fue Jurado Internacional en los siguientes festivales: Voces contra el silencio, México DF, DocSur, Canarias, España y DocBarcelona, España.
Dicta cursos de guion y narrativa documental en distintas provincias de Argentina.
Mirra fundó el Festival Nacional de Cine y Video Documental en Argentina, es coordinador del Movimiento de Documentalistas y director de su Centro de Formación e Investigación Documental.
También realizó entre 1997 y 2001 talleres documentales en barrios y provincias.

## Filmografía
Intervino en las siguientes películas:
Director
- Sin confirmación (1984) - Mediometraje en Súper 8 (50 minutos) (recientemente restaurado)
- La máscara de la conquista  (1985) ‑ Largometraje de ficción
- Hombres de barro  (1987) – Largometraje documental
- Caminos del maíz  (1988) – Largometraje de ficción (abandonada luego de un incendio)
- Después del último tren  (1990) – Largometraje de ficción
- Pozo de zorro  (1996) - Largometraje de ficción
- Crónica de un extraño  (1998)– Largometraje de reconstrucción documental
- El pasaporte (2001) - Largometraje policial.
- Tierra y asfalto  (2002) - Largometraje documental
- ¡Que viva Gualeguaychú!  (2005)– Mediometraje documental (40 minutos)
- Los últimos  (2007) – Largometraje de ficción
- Las venas vacías  (2008) – Mediometraje documental (48 minutos)
- La plaza de los Collas (2008) - Mediometraje documental (53 minutos)
- La última palabra (2009)– Mediometraje documental
- Las ojos cerrados de América Latina  (2009) - Largometraje documental
- Adolfo Pérez Esquivel o Adolfo Pérez Esquivel. Otro mundo es posible (2010) - Largometraje documental
- Lejos de casa  (2010) – Largometraje de ficción documental
- Tierra de mujeres (2011) - Largometraje documental
- De artistas y de locos  (2011) - Largometraje documental
- Darío Santillán, la dignidad rebelde  (2012)- Largometraje documental
- Cantata de la tierra nuestra  (2013) - Largometraje de ficción documental
- Norita, Nora Cortiñas  (2013) - Largometraje documental
- Los ojos abiertos de América Latina (2014) - Largometraje documental
- El documental en movimiento (2015) – Largometraje documental
- La Cooperativa (2016) – Largometraje documental
- Autogestión  (2017) -Largometraje documental
- Agroecología. Tiempo de labranza  (2017) - Largometraje documental
- Eduardo Pavlovsky. Resistir, Cholo  (2018) Largometraje documental (Fecha de estreno: el 4 de abril de 2019)
- La búsqueda (2018/19) Largometraje documental (en postproducción)

Cámara
- Lejos de casa  (2010) – Largometraje de ficción documental

Guionista
- La máscara de la conquista  (1985) ‑ Largometraje de ficción
- Hombres de barro  (1987) – Largometraje documental
- Después del último tren  (1990) – Largometraje de ficción
- Las ojos cerrados de América Latina  (2009) - Largometraje documental
- Lejos de casa  (2010) – Largometraje de ficción documental
- De artistas y de locos  (2011) - Largometraje documental
- Tierra de mujeres (2011) - Largometraje documental
- Darío Santillán, la dignidad rebelde  (2012)- Largometraje documental
- Cantata de la tierra nuestra  (2013) - Largometraje de ficción documental
- Norita, Nora Cortiñas  (2013) - Largometraje documental
- Los ojos abiertos de América Latina (2014) - Largometraje documental

Montaje
- ¡Que viva Gualeguaychú!  (2005)– Mediometraje documental (40 minutos)
- Las ojos cerrados de América Latina  (2009) - Largometraje documental
- Adolfo Pérez Esquivel o Adolfo Pérez Esquivel. Otro mundo es posible  (2010) - Largometraje documental
- Tierra de mujeres (2011) - Largometraje documental
- De artistas y de locos  (2011) - Largometraje documental
- Darío Santillán, la dignidad rebelde  (2012)- Largometraje documental
- Cantata de la tierra nuestra  (2013) - Largometraje de ficción documental
- Norita, Nora Cortiñas  (2013) - Largometraje documental

## Televisión
- Laberinto (1989) Miniserie (en Bolivia).
- Como el barro (1993) Unitario televisivo
- El pasaporte (1994) Largometraje para televisión
- Programa Los Documentalistas (2007)- Trece capítulos para televisión (Canal A)

## Otras obras fílmicas
- En riesgo (2003)- Documental - institucional para el Serpaj
- Resistencia en Cerro Chato (2011) - Informe documental ambiental
- Los fotógrafos por ellos mismos (2011) - Producción documental
- En defensa de la tierra (2012) - Informe documental social

## Publicaciones
- El documental en movimiento, Ediciones del Movimiento. Buenos Aires, 2003
- Los documentalistas y los nuevos movimientos sociales. Vive TV, Caracas, Venezuela, 2004
- El reto de los documentalistas, en el libro Pensar a contracorriente, La Habana, Cuba, 2005
- Teoría, metodología y práctica del Movimiento de Documentalistas, Buenos Aires, 2009
- Guiones cinematográficos de Miguel Mirra, Editorial Nuestra América, Buenos Aires, 2013
- Testimonios documentales. Nora Cortiñas. Darío Santillán, Nuestra América, Buenos Aires, 2014
- Trilogía. Guiones cinematográficos, Ediciones El Zócalo, Buenos Aires, 2016